# Oriental Beat
Oriental Beat es el segundo álbum de estudio de la banda finlandesa Hanoi Rocks, grabado en Londres y publicado en 1982. Oriental Beat abrió el mercado para la banda en el Reino Unido y Japón, sitios donde Hanoi Rocks se volvió muy popular.

## Lista de canciones
| N.º | Título                 | Escritor(es)               | Duración |  |
| 1.  | «Motorvatin'»          | Andy McCoy, Michael Monroe | 3:15     |  |
| 2.  | «Don't Follow Me»      | Andy McCoy                 | 3:19     |  |
| 3.  | «Visitor»              | Andy McCoy                 | 3:14     |  |
| 4.  | «Teenangels Outsiders» | Andy McCoy, Michael Monroe | 3:24     |  |
| 5.  | «Sweet Home Suburbia»  | Andy McCoy                 | 4:44     |  |
| 6.  | «M.C. Baby»            | Andy McCoy                 | 3:01     |  |
| 7.  | «No Law or Order»      | Andy McCoy                 | 3:41     |  |
| 8.  | «Oriental Beat»        | Andy McCoy                 | 3:09     |  |
| 9.  | «Devil Woman»          | Andy McCoy                 | 2:55     |  |
| 10. | «Lightning Bar Blues»  | Hoyt Axton                 | 2:39     |  |
| 11. | «Fallen Star»          | Andy McCoy                 | 2:34     |  |

## Créditos
- Michael Monroe – voz, saxofón, armónica
- Andy McCoy – guitarra
- Nasty Suicide – guitarra
- Sami Yaffa – bajo
- Gyp Casino – batería